# Cryptocarya fuscopilosa
Cryptocarya fuscopilosa är en lagerväxtart som beskrevs av Teschn.. Cryptocarya fuscopilosa ingår i släktet Cryptocarya och familjen lagerväxter. Inga underarter finns listade i Catalogue of Life.